# Michael Damgaard
Michael Damgaard (Rødby, 1990. március 18. –) olimpiai és világbajnok dán kézilabdázó, jelenleg a német SC Magdeburg játékosa.
Bátyja, Allan Damgaard szintén válogatott kézilabdázó.

## Pályafutása
Damgaard játszott a dán GOG Svendborgban és a Team Tvis Holstebróban is, mindkét csapatban a dán bajnokság mellett az EHF-kupában is pályára lépett. Legnagyobb sikerét 2013-ban érte el nemzetközi szinten, amikor csapatával bejutott az EHF-kupa Final Fourba, és végül a harmadik helyen végzett. Damgaard az elődöntőben nem léphetett pályára, mivel a negyeddöntő visszavágóján az 59. percben piros lapot kapott, és az EHF egy mérkőzésre eltiltotta. A bronzmérkőzésen már visszatérhetett, 7 góljával ő szerezte a legtöbb gólt a csapatában, hozzásegítve a Team Tvis Holstebrot a bronzéremhez. Ebben a szezonban ő volt csapata legeredményesebb játékosa, 51 gólt szerzett az EHF-kupában, amivel a góllövőlista harmadik helyén végzett.
2015-ben lett a német SC Magdeburg játékosa. Ezzel a csapattal lett 2021-ben Európa-liga-győztes, 2023-ban és 2025-ben Bajnokok Ligája-győztes. 2022-ben és 2024-ben pedig a Bundesligát is megnyerte.
Damgaard 2014-ben lett először válogatott, első világversenye a 2015-ös katari világbajnokság volt. Tagja volt a 2016-os rioi olimpián győztes válogatottnak is.

## Sikerei
- Olimpiai bajnok: 2016
- Világbajnok: 2023
- Európa-bajnokság: ezüstérmes: 2024
- Bajnokok Ligája-győztes: 2023, 2025
- Európa-liga-győztes: 2021
- Német bajnok: 2022, 2024